# Krisztina Garda
Krisztina Garda (* 16. Juli 1994 in Budapest) ist eine ungarische Wasserballspielerin. Sie war Olympiadritte 2021, Weltmeisterschaftszweite 2022, 2024 und 2025, Weltmeisterschaftsdritte 2013 und Europameisterin 2016, 2020 war sie Europameisterschaftsdritte.

## Karriere
Die 1,70 m große Krisztina Garda spielt bei Dunaújvárosi Főiskola VE.
2013 gewannen bei der Weltmeisterschaft in Barcelona die Spanierinnen vor den Australierinnen. Im Spiel um Bronze trafen die Ungarinnen auf die Russinnen und siegten mit 10:8. Krisztina Garda erzielte im Turnierverlauf zwei Treffer. 2015 belegten die Ungarinnen bei der Weltmeisterschaft in Kasan den neunten Platz. Anfang 2016 gewannen die Ungarinnen den Titel bei der Europameisterschaft in Belgrad. Die Ungarinnen erreichten das Finale mit einem Halbfinalsieg über die Italienerinnen, im Finale besiegten sie die Niederländerinnen mit 9:7. Beim olympischen Wasserballturnier in Rio de Janeiro siegten die Ungarinnen im Viertelfinale gegen die Australierinnen nach Penaltyschießen. Nach der Halbfinalniederlage gegen das US-Team kam es auch im Spiel um Bronze gegen die Russinnen zum Penaltyschießen, das die Russinnen gewannen. Krisztina Garda warf im Halbfinale ein Tor.
2017 trat Garda mit dem ungarischen Team bei der Universiade in Taipeh an und unterlag im Finale der Mannschaft aus den Vereinigten Staaten. 2018 verloren die Ungarinnen bei der Europameisterschaft in Barcelona im Halbfinale gegen die Niederländerinnen. Im Spiel um Bronze unterlagen sie den Spanierinnen mit 6:12. Krisztina Garda warf im Turnierverlauf vier Tore. 2019 siegte die Defensivspezialistin mit der ungarischen Mannschaft bei der Universiade in Neapel. Im Januar 2020 fand die Europameisterschaft in Budapest statt. Im Halbfinale unterlagen die Ungarinnen den Spanierinnen, im Spiel um den dritten Platz besiegten sie die Niederländerinnen mit 10:8. Bei den 2021 ausgetragenen Olympischen Spielen in Tokio besiegten die Ungarinnen im Viertelfinale die Niederländerinnen und unterlagen dann im Halbfinale den Spanierinnen. Das Spiel um Bronze gewannen die Ungarinnen mit 11:9 gegen die Russinnen. Es war die erste olympische Medaille für die ungarischen Wasserballspielerinnen, ihre männlichen Kollegen sind mit neun Olympiasiegen die erfolgreichste Wasserballmannschaft.
2022 bei der Weltmeisterschaft in Budapest erreichten die Ungarinnen mit einem 14:6 über die Italienerinnen das Finale. Im Endspiel unterlagen die Ungarinnen dem US-Team mit 7:9. Bei der Europameisterschaft in Kroatien belegten die Ungarinnen den fünften Platz. Im Jahr darauf bei der Weltmeisterschaft 2023 in Fukuoka trafen die beiden Mannschaft aus dem Finale 2022 im Spiel um den fünften Platz aufeinander. Das US-Team gewann im Penaltyschießen. Im Januar 2024 belegten die Ungarinnen den fünften Platz bei der Europameisterschaft in Eindhoven. Im Februar 2024 bei der Weltmeisterschaft in Doha trafen das US-Team und die Ungarinnen zum dritten Mal in drei Jahren aufeinander, diesmal wieder im Finale, und erneut siegte das US-Team. Am 6. August 2024 verloren die Ungarinnen im Viertelfinale der Olympischen Spiele in Paris mit 4:5 gegen das US-Team. In den Platzierungsspielen wurden die Ungarinnen Fünfte nach Penaltyschießen gegen die Italienerinnen. Garda verwandelte ihren Penalty im Spiel um den fünften Platz.
2025 bei der Weltmeisterschaft in Singapur besiegten die Ungarinnen im Viertelfinale die Italienerinnen mit 12:9. Im Halbfinale bezwangen sie die Spanierinnen mit 15:9. Das Finale gegen die Griechinnen endete mit 9:12.